# جان آلیسون (بازیکن فوتبال)
جان آلیسون (انگلیسی: John Allison؛ زادهٔ ۱۸۸۴) بازیکن فوتبال اهل بریتانیا است.
از باشگاه‌هایی که در آن بازی کرده‌است می‌توان به باشگاه فوتبال منزفیلد تاون و باشگاه فوتبال گینزبورو ترینیتی اشاره کرد.